# شهرستان گوییانگ
شهرستان گوییانگ (به لاتین: Guiyang County) یک منطقهٔ مسکونی در چین است که در چنژو واقع شده‌است.